# James Shirley Hibberd
James Shirley Hibberd (* 1825 à Stepney ; † 16 novembre 1890 à Kew) est un botaniste britannique.